# San Mateo (Rizal)
San Mateo è una municipalità di prima classe delle Filippine, situata nella Provincia di Rizal, nella regione di Calabarzon.
San Mateo è formata da 15 baranggay:
- Ampid I
- Ampid II
- Banaba
- Dulong Bayan 1
- Dulong Bayan 2
- Guinayang
- Guitnang Bayan I (Pob.)
- Guitnang Bayan II (Pob.)
- Gulod Malaya
- Malanday
- Maly
- Pintong Bocawe
- Santa Ana
- Santo Niño
- Silangan